# Васан (математика)
Васан (яп. 和算) — независимый вид математики, распространённый и успешно развивавшийся в Японии в период Эдо (1603—1867), когда страна была изолирована от европейского влияния в результате проводимой сёгунатом политики сакоку. Например, математик XVII века Сэки Такакадзу (Сэки Кова) открыл уравнение, как метод произведения вычислений, в одно и то же время со своими европейскими коллегами. Однако, с наступлением эпохи Мэйдзи (1868—1912) границы Японии вновь открылись для западного влияния и учёными была позаимствована европейская математическая традиция, нивелировавшая значимость оригинальных методов, созданных в рамках васан.
С 1971 по 2011 год в Японии издавался ежеквартальный журнал по истории математики, главным фокусом материалов которого была васан

## Японские математики васан
- Мори Сигэёси (также Мори Камбэй) (яп. 毛利 重能 Мо:ри Сигэёси)
- Ёсида Мицуёси (также Ёсида Кою) (яп. 吉田 光由, 1598—1672)
- Сэки Такакадзу (также Сэки Кова) (яп. 関 孝和, 1642—1708)
- Такэбэ Катахиро (также Такэбэ Кэнко) (яп. 建部 賢弘, 1664—1739)
- Мацунага Ёсисукэ (также Мацунага Рёхицу) (яп. 松永 良弼, 1718—1749)
- Курусима Кинай (также Курусима Ёсита) (яп. 久留島 喜内, 1757)
- Арима Райдо (Arima Raido, 1714—1783)
- Адзима Наонобу (также Адзима Тёкуэн) (яп. 安島 直円, 1739—1783)
- Айда Ясуаки (также Айда Аммэй) (яп. 会田 安明, 1747—1817)
- Сакабэ Кохан (Sakabe Kohan, 1759—1824)
- Хасэгава Кэн (Hasegawa Ken, 1783—1838)
- Вада Ясуси (также Вада Нэй) (яп. 和田 寧, 1787—1840)
- Сираиси Тётю (Shiraishi Chochu, 1796—1862)
- Коидэ Сюки (Koide Shuki, 1797—1865)
- Омура Иссю (Omura Isshu, 1824—1871)